# إدي غراهام (سياسي)
إدي غراهام (بالإنجليزية: Eddie Graham)‏ هو سياسي أسترالي، ولد في 19 يناير 1897 في واجا واجا في أستراليا، وتوفي بنفس المكان في 13 نوفمبر 1957. حزبياً، نشط في حزب العمال الأسترالي. وقد انتخب عضو الجمعية التشريعية نيو ساوث ويلز.